# يوشي وادا
يوشي وادا (بالإنجليزية: Yoshi Wada)‏ هو موسيقي وملحن أمريكي، ولد في 11 نوفمبر 1943 في كيوتو في اليابان.

## وصلات خارجية
- يوشي وادا على موقع IMDb (الإنجليزية)
- يوشي وادا على موقع ميوزك برينز (الإنجليزية)
- يوشي وادا على موقع أول ميوزيك (الإنجليزية)
- يوشي وادا على موقع ديسكوغز (الإنجليزية)